# Цахенберг
Цахенберг (нім. Zachenberg) — громада в Німеччині, розташована в землі Баварія. Підпорядковується адміністративному округу Нижня Баварія. Входить до складу району Реген. Складова частина об'єднання громад Руманнсфельден.
Площа — 27,30 км2. Населення становить 2066 ос. (станом на 31 грудня 2020).

## Галерея

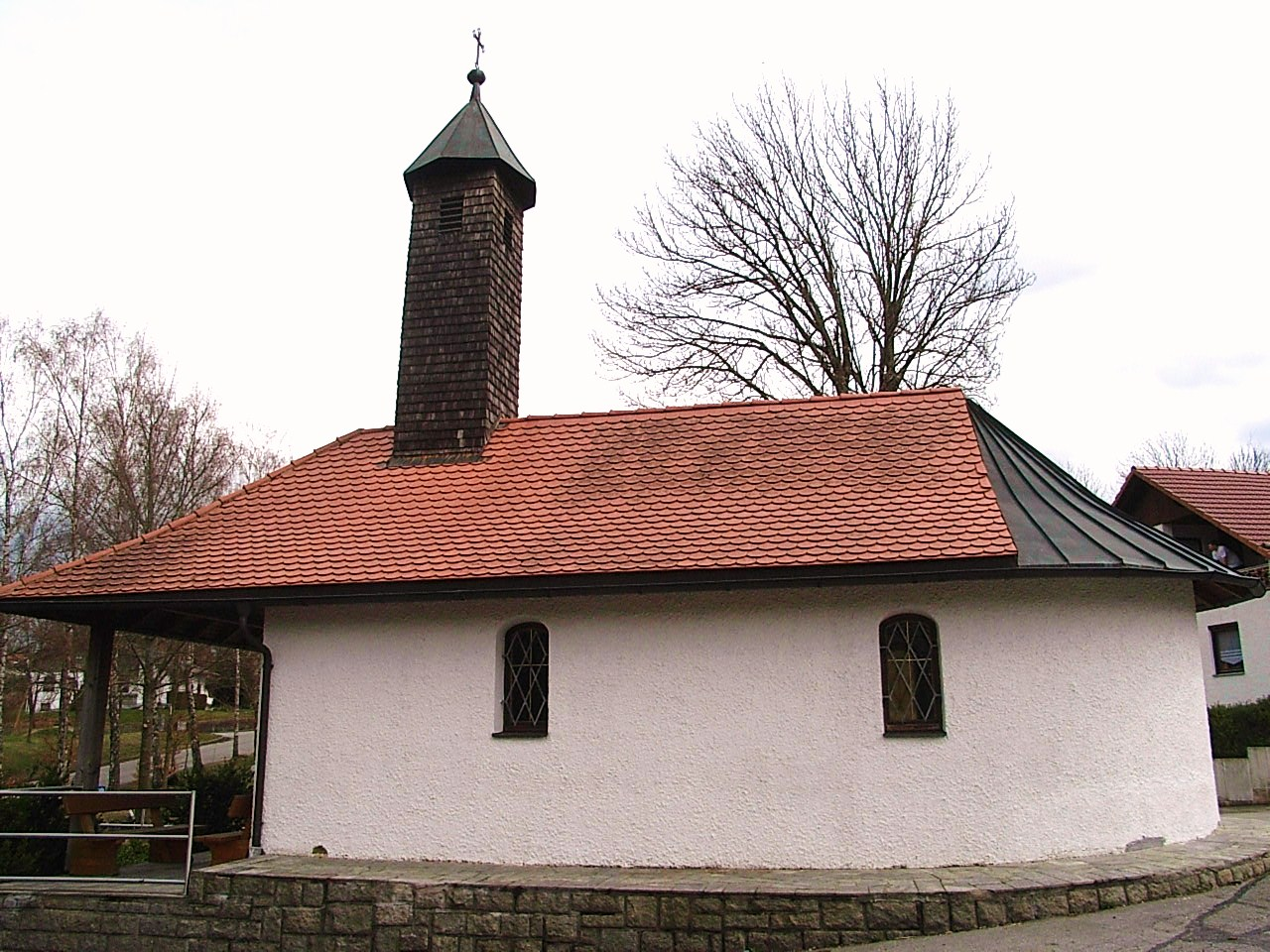
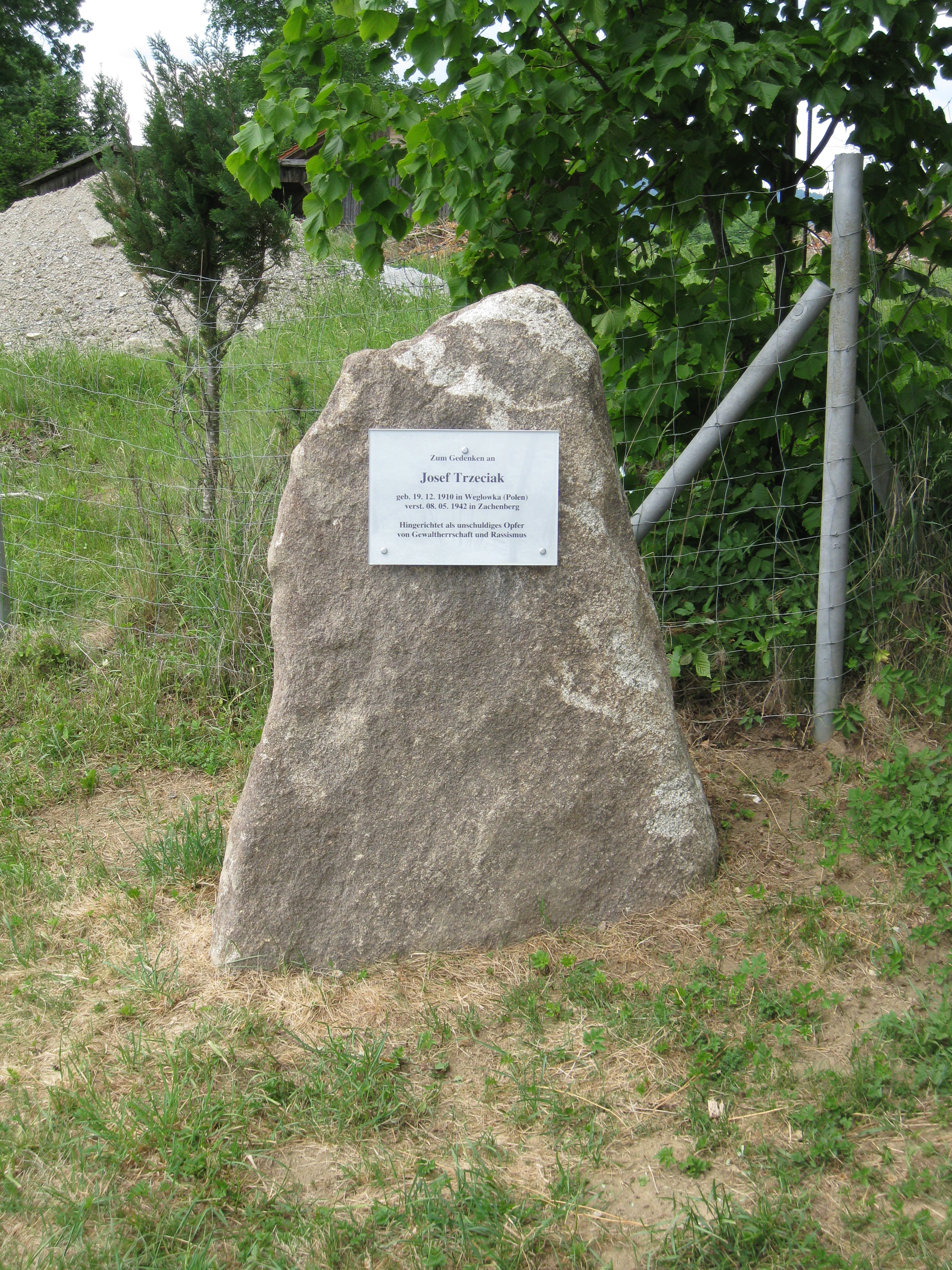
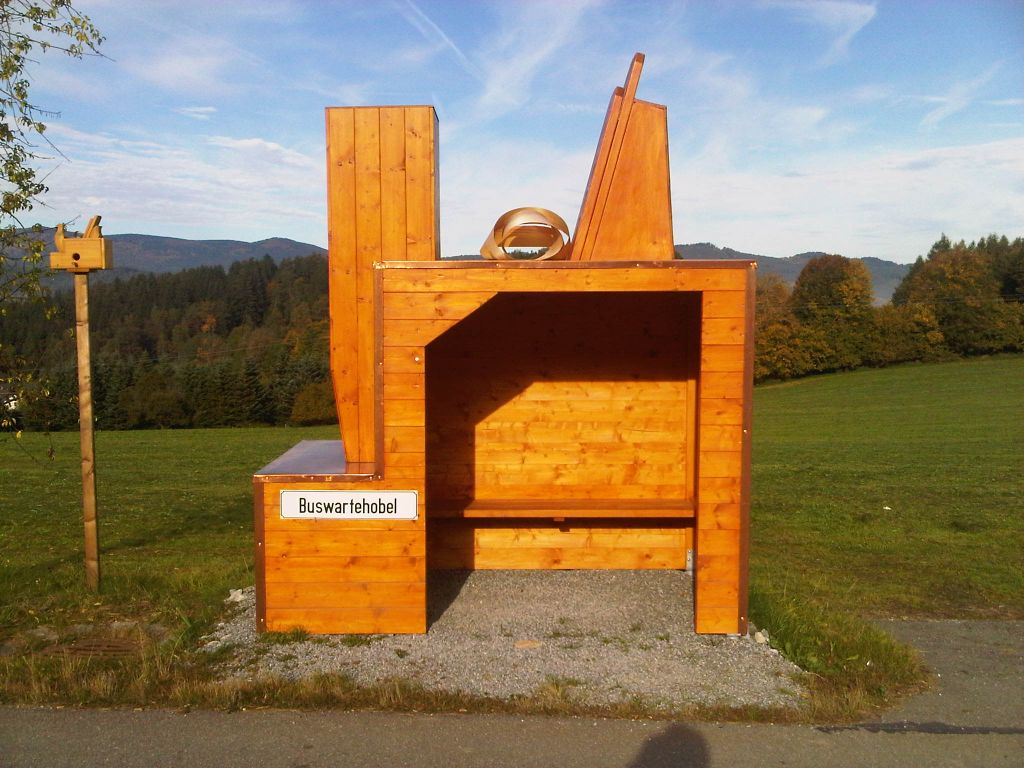